# 来嶋靖生
来嶋 靖生（きじま やすお、1931年8月28日 - 2022年12月2日）は、日本の歌人・編集者。

## 経歴
関東州の大連市に生まれる。父は大陸川柳の発展に尽くした川柳作家の大嶋濤明。福岡県立修猷館高等学校を経て早稲田大学政治経済学部政治学科に入学。1951年、早稲田大学短歌会に入会し都筑省吾に師事。「槻の木」同人となり、後に編集代表となる。
1955年、早大を卒業し有斐閣に入社。六法全書編集室に勤務。また雑誌「やぐるま」を創刊。
1959年、有斐閣内でフォノシートを刊行する「コダマプレス」の創刊に参画。だが、コダマプレスは業績不振で1961年に有斐閣から独立、同年から第2代編集長を務める。
1965年、有斐閣とコダマプレスを辞し、レコード企画要員として河出書房に入社。河出アートセンターに所属。1968年、河出書房より分離した企画編集会社日本アートセンター創立に参画。音楽・美術・工芸関係全集の諸企画に参画。
1976年、第一歌集『月』（湘風出版）刊。1983年、現代歌人協会理事に選任される。1987年、日本アートセンターを退職。
武蔵野美術大学の講師も務めた。
2022年12月2日、誤嚥性肺炎のため死去。91歳没。

## 受賞歴
- 1986年、『雷』（短歌新聞社）により第13回日本歌人クラブ賞受賞。
- 1996年、『おのづから』30首により第32回短歌研究賞受賞。
- 2009年、『大正歌壇史私稿』（ゆまに書房）により第7回日本歌人クラブ評論賞受賞。
- 2015年、『硯』（柊書房）により第30回詩歌文学館賞受賞。
- 2019年、『評註柳田国男全短歌』（河出書房新社）を中心とした永年の功績により第10回日本歌人クラブ大賞受賞。

## 著書

### 自作短歌・関連
- 『短歌と版画のための作品集 射る』短歌：佐藤和男版画、北書房、1975年
- 『月―来嶋靖生歌集』湘風出版、1976年
- 『雷―来嶋靖生歌集』短歌新聞社、1985年
- 『短歌を始める人のために』池田書店、1987年
- 『来嶋靖生集 (自解100歌選)』牧羊社、1988年
- 『推敲添削・歌を磨く』飯塚書店、1989年
- 『日本吟行・旅を詠む』飯塚書店、1989年
- 『作歌用語・基礎知識』飯塚書店、1989年
- 『短歌入門 採れなかった歌』本阿弥書店、1989年　新版2001年
- 『来嶋靖生 (現代短歌集成)』沖積舎、1995年
- 『肩―来嶋靖生歌集』本阿弥書店、1997年
- 『歌人の山』作品社、1998年
- 『現代短歌の秋―短歌論集』角川書店、1999年
- 『拳―来嶋靖生歌集』短歌研究社、2000年
- 『来嶋靖生歌集 (現代短歌文庫)』砂子屋書房、2002年
- 『短歌の技法―韻律・リズム』飯塚書店、2003年
- 『暁―来嶋靖生歌集』短歌研究社、2003年
- 『歌のうちそと―自歌自注と大連回想』河出書房新社、2004年
- 『葉―来嶋靖生歌集』短歌新聞社、2004年
- 『来嶋靖生作品集』短歌研究社、2005年
- 『歌集 笛（短歌新聞社文庫）』短歌新聞社、2005年
- 『秀歌月ごよみ』柊書房、2006年
- 『歩―来嶋靖生歌集』短歌新聞社、2007年
- 『中高年の短歌教室II次のステップ』飯塚書店、2008年
- 『歌集 梟』角川学芸出版、2009年
- 『月―来嶋靖生歌集 (第1歌集文庫) 』現代短歌社、2013年
- 『硯―来嶋靖生歌集』柊書房、2014年
- 『作歌相談室』現代短歌社新書、2016年

### 単著
- 『森のふくろう―柳田国男の短歌』河出書房新社、1982年、新版1994年
- 『窪田空穂以後』短歌新聞社、1991年
- 『柳田国男と短歌―続 森のふくろう』河出書房新社、1994年
- 『大正歌壇史私稿』ゆまに書房、2008年
- 『岩本素白 人と作品』河出書房新社、2014年
- 『窪田空穂とその周辺 評論集』柊書房 槻の木叢書 2015年
- 『評註 柳田国男全短歌』河出書房新社、2018年

### 共編著
- 『職場―短歌読本』有斐閣、1981年
- 『中高年の短歌教室』水野昌雄共著　飯塚書店、1994年
- 『新潮日本文学アルバム61　会津八一』新潮社、1995年
- 『東海道品川宿―岩本素白随筆集』ウェッジ文庫、2007年